# Adolph Theodor Thomsen

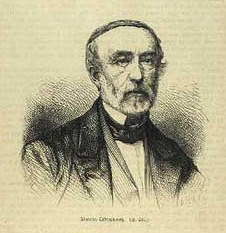
Adolph Theodor Thomsen

Adolph Theodor Thomsen (* 1814; † 10. Oktober 1891 in Kiel) war ein deutscher Politiker des Herzogtums Schleswig, Mitglied des Reichsrates zu Kopenhagen und Abgeordneter des Preußischen Abgeordnetenhauses.

## Leben
Nach einer landwirtschaftlichen Lehre in Oldenswort bewirtschaftete Thomsen den Steinbrennerhof ebenda. 1832 bis 1837 war er Verwalter auf Gut Windebye. Anschließend besuchte er eine Veterinärschule in Kopenhagen. 1841 wurde er Ratmann am Eiderstedter Gericht und blieb dies bis zu dessen Auflösung. 1855 wurde er schließlich Lehnsmann in Oldenswort.
1854 wurde Thomsen ferner zum Mitglied der Schleswigschen Ständeversammlung als Abgeordneter der „kleineren Landbesitzer“ (entspricht vermögenden Bauern/Großgrundbesitzer) gewählt. Von 1856 bis 1858 war er ferner Mitglied des dänischen Reichsrats. Am 16. Februar 1864 wurde Thomsen Amtmann in Husum und Oberstaller in Eiderstedt. 1865 wurde er von diesen Ämtern jedoch durch die neue preußische Verwaltung wieder abgesetzt. 1867 erfolgte seine Wahl in das Preußische Abgeordnetenhaus, aus dem er sich 1869 zurückzog. In allen politischen Ämtern kämpfte Thomsen stets für das Deutschtum im Herzogtum Schleswig.
Thomsen war seit 1838 verheiratet mit Catharina Tönnies, mit welcher er 14 Kinder zeugte. Der Admiral August von Thomsen war ihr Sohn.